# Liberté de penser
Cet article possède un paronyme, voir Ma liberté de penser.
Liberté de penser est une revue mensuelle française fondée par Amédée Jacques, Jules Simon et Émile Saisset en 1847 et dissoute en 1851.
Elle est célèbre pour avoir lancé l’expression de « parti clérical » pour désigner le clergé et ses alliés.

## Histoire
Fondé par Amédée Jacques, Émile Saisset et Jules Simon le 15 décembre 1847, le mensuel paraît jusqu'en novembre 1851 et connaîtra 48 numéros. Plus d'une centaine d'auteurs y ont écrit des articles portant sur la philosophie, la littérature, l'histoire, la politique ou entre autres, la vie internationale et la critique littéraire.
La revue fut connue pour ses prises de position, critiquant les dogmes, dénonçant les actes d’intolérance et menant une guerre acharnée au ministre Falloux.
En mai 1851 Amédée Jacques est révoqué par le conseil supérieur de l'Instruction publique avec « interdiction d'exercer la profession d'instituteur libre, de chef ou de professeur d'établissement libre » pour avoir publié dans la revue l'article « Essais de philosophie populaire ».

## Rédacteurs principaux[4]
- Léonide Babaud-Laribière
- Jules Barni
- Charles Baudelaire
- Henri Baudrillart
- Anselme Bellegarrigue
- Ernest Bersot
- Jânos Boldényi
- Alfred de Bougy
- Francisque Bouillier
- Louis Brégan, pseudonyme de Prévost-Paradol
- Hippolyte Carnot
- Francis de Laporte de Castelnau
- Ange de Champgobert
- Henri Chauvot
- Athanase Cucheval-Clarigny
- François Collet
- Jean-Charles Curnier
- Alfred Darimon
- Jacques Denis
- Émile Deschanel
- Eugène Despois
- Alfred Dumesnil
- Charles Brook Dupont-White
- Hippolyte Fauché
- Charles Fauvety
- Adolphe Franck
- Lodovico Frapolli
- Adolphe Garnier
- Isidore Geoffroy Saint-Hilaire
- Auguste de Gérando
- Ange Guépin
- Jean-Barthélemy Hauréau
- Amédée Jacques
- Paul Janet
- Léo Joubert
- Paul Justus
- Claude François Lallemand
- Louis Léouzon Le Duc
- Émile Marguerin
- Henri Martin
- Maurice Meyer
- Jules Michelet
- Karl Ludwig Michelet
- Léon Montet
- Alexis Muston
- Michel Nicolas
- Eugène Noël
- Louis Nyer
- Eugen Oswald (en)
- Louis Peisse
- Théodore Pelloquet
- Edgar Quinet
- Louis Ratisbonne
- Ernest Renan
- Charles Renouvier
- Luc-Pierre Riche-Gardon
- Pauline Roland
- Louis Nicod de Ronchaud
- Émile Saisset
- Alexandre Sanejouand, pseudonyme de Georges III Bibesco
- Victor Schoelcher
- Charles Simon
- Jules Simon
- Daniel Stern, pseudonyme de Marie d'Agoult
- Eugène Sue
- Alphonse Taillandier
- Adolphe Thiers
- Henri Trianon
- Jacques de Valserres
- Gustave Vapereau
- Augusto Vera
- Louis Viardot
- Charles de Villedeuil
- Pierre Vinçard
- Joseph Wysocki
- Jean Yanoski